# Krasnogvardiske (Sovetski)
|  | Per a altres significats, vegeu «Krasnogvardéiskoie». |

Krasnogvardiske (en ucraïnès: Красногвардійське, en rus: Красногвардейское, Krasnogvardéiskoie) és un poble de la República Autònoma de Crimea a Ucraïna, que el 2014 tenia 1.441 habitants. Pertany al districte rural de Sovetski. Fins al 1948 el municipi es deia Novi Tsurikhtal.